# Sciurillus pusillus
Lo scoiattolo pigmeo neotropicale (Sciurillus pusillus É. Geoffroy, 1803), unica specie del genere Sciurillus Thomas, 1914, è un piccolo scoiattolo arboricolo poco conosciuto delle foreste tropicali del Sudamerica; costituisce da solo la sottofamiglia degli Sciurillini (Sciurillinae Moore, 1959).

## Tassonomia
La posizione sistematica dello scoiattolo pigmeo neotropicale è incerta. È stato per lungo tempo considerato uno stretto parente degli scoiattoli nani del Nuovo Mondo (genere Microsciurus), ma McKenna e Bell, invece, lo ritennero abbastanza distinto da considerarlo un sister group di tutti gli altri gruppi di scoiattoli arboricoli. Nuove analisi cladistiche hanno dimostrato che questa specie non è affatto imparentata con gli scoiattoli arboricoli, ma rappresenta un ramo distinto della famiglia degli Sciuridi. Per questo motivo, Carleton e Musser lo hanno inserito in una sottofamiglia distinta, gli Sciurillini.
Attualmente, gli studiosi riconoscono tre sottospecie di scoiattolo pigmeo neotropicale:
- S. p. pusillus E. Geoffroy, 1803 (Guiana, Colombia e Perù);
- S. p. glaucinus Thomas, 1914 (Amazzonia brasiliana);
- S. p. kuhlii Thomas, 1914 (Brasile).

## Descrizione
Con una lunghezza testa-corpo di 10 cm e una coda di 12 cm, lo scoiattolo pigmeo neotropicale è la seconda specie di scoiattolo più piccola del mondo. Ha un mantello di colore marrone.

## Distribuzione e habitat
Lo scoiattolo pigmeo neotropicale è diffuso, con quattro popolazioni principali disgiunte, in Perù, Colombia, Brasile centro-orientale, e Brasile nord-orientale, Guiana Francese, Suriname e Guyana.
È una specie propria delle foreste tropicali amazzoniche.

## Biologia
Abita sulle cime degli alberi delle foreste pluviali tropicali, dove corre in modo frenetico alla ricerca di frutta, noci e corteccia. Una caratteristica sorprendente di questo animale è il grido stridulo, che ricorda il frinire di una cavalletta.

## Conservazione
La principale minaccia per la sopravvivenza di S. pusillus è la deforestazione, ma le notizie inerenti a questa specie sono così poche che la IUCN la inserisce tra quelle a status indeterminato.